# 金朝公爵列表
金朝封爵分國王（二國）、國王（一國）、王、郡王、国公、開國郡公、開國縣公、開國侯（開國郡侯、開國縣侯）、開國伯（開國郡伯、開國縣伯）、開國子（開國郡子、開國縣子）、開國男（開國郡男、開國縣男）十一等十五種。國公為第五等，食邑三千戶以上，食實封一般為食邑的十分之一，國名分大國、次國、小國三等，每等內部亦有高低次序；開國郡公為第六等，開國縣公為第七等，食邑一千戶以上，食實封一般為食邑的十分之一，一般以郡望或相應的縣名封之。追贈的爵位不加“開國”一詞，無食邑。
下表列出金朝可考的公爵。

## 国公
- 完颜赧，代国公，太祖天辅年间在世[2]
- 完颜欢都，代国公，天会十五年追封[3]
- 完颜蒲察，济国公（齐国公），天会十五年追封[4]
- 完颜斡者，公，正隆二年由鲁王降[5]
- 完颜雍，郑国公，正隆二年由赵王降[6]
- 完颜撒改，陈国公，正隆二年由燕国王降[7]
- 完颜劾孙，郑国公，正隆二年由王降[8]
- 完颜蒲家奴，豫国公，正隆二年由王降[8]
- 完颜麻颇，虞国公，正隆二年由王降[9]
- 完颜谩都诃，郑国公，正隆二年由王降[10]
- 完颜劾真保，代国公，正隆二年由王降[11]
- 完颜阿离合懑，隋国公，正隆二年由隋国王降[12]
- 石家奴，鲁国公，正隆二年由郧王降[13]
- 蒲察阿虎迭，楚国公，正隆二年由谭王降[14]
- 徒单恭，陈国公，正隆二年由燕国王降，赵国公、齐国公、巩国公[15]
- 徒单贞，沈国公，正隆二年由王降[16]
- 斜卯阿里，韩国公，正隆二年由王降[17]
- 完颜活女，代国公→隋国公，正隆二年由 广平郡王降[18]
- 赤盏晖，景国公，正隆二年由戴王降[19]
- 耶律怀义，景国公，正隆二年由萧王降[20]
- 张浩，鲁国公，正隆二年由蜀王降[21]
- 萧玉，陈国公→吴国公[22]
- 韩企先，楚国公→齐国公，正隆二年由濮王降[23]
- 张中孚，原国公，正隆二年由邓王降[24]
- 高桢，戴国公→任国公→河内郡王→代王→晋国公，正隆二年降为晋国公[25]
- 大㚖，梁国公，正隆二年由晋国王降[26]
- 完颜宗秀，宿国公[27]
- 耨碗温敦思忠，郜国公、沂国公[28]
- 萧仲恭，郑国公，正隆二年由越国王降[29]
- 李石，道国公[30]
- 王伯龙，定国公，正隆二年由广平郡王降[31]
- 李成，济国公，正隆二年由郡王降[32]
- 赵兴祥，申国公，正隆二年由钜鹿郡王降[33]
- 高彪， 郜国公，正隆二年例降[34]
- 完颜文，郧国公，正隆二年由王降[35]
- 完颜京，沈国公，正隆二年由曹王降[35]
- 完颜突合速，定国公，正隆二年改赠应国公[36]
- 刘麟，梁国公→韩国公，正隆二年改为息国公[37]
- 虞仲文，秦国公，正隆二年改为濮国公[38]
- 康公弼，陈国公，正隆二年改为道国公[38]
- 曹勇义，陈国公，正隆二年改为定国公[38]
- 左企弓，燕国公，正隆二年改为济国公[39]
- 时立爱，陈国公、郑国公[40]
- 完颜习不失，曹国公，正隆二年封[41]
- 纳合椿年，谭国公，正隆二年封[42]
- 耶律涂山，郜国公，正隆二年封[43]
- 乌延蒲卢浑，豳国公，海陵时、世宗时封[44]
- 耶律安礼，温国公，海陵时封[45]
- 蔡松年，卫国公；赠吴国公，海陵时封[46]
- 赤盏晖，景国公；海陵时改封济国公、荣国公[19]
- 完颜雍，郑国公，海陵时改封卫国公、曹国公[47]
- 高彪，舒国公，海陵时封[34]
- 张浩，鲁国公，海陵时封秦国公[21]
- 完颜昂，海陵时封沈国公、楚国公、莒国公、卫国公、齐国公，世宗进封汉国公[48]
- 完颜隈可，宗国公，世宗复封[49]
- 完颜宗贤，景国公，世宗复封[50]
- 完颜思敬，济国公，世宗复封[51]
- 完颜阿里罕，密国公[52]
- 刘彦宗，兖国公，世宗复封[53]
- 纥石烈志宁，定国公[54]
- 完颜吾睹补，温国公，世宗封[55]
- 完颜琮，道国公，世宗封[55]
- 完颜珣，温国公，世宗封[56]
- 完颜瓌，崇国公，世宗封[56]
- 完颜从彝，宿国公，世宗封[56]
- 完颜谋衍，荣国公，世宗封[57]
- 完颜宗尹，代国公，世宗封[58]
- 完颜襄，世宗封萧国公、戴国公，章宗封任国公[59]
- 乌延蒲离黑，任国公，世宗封[60]
- 徒单克宁，密国公、谭国公、定国公，世宗封[61]
- 乌古论元忠，任国公，世宗封[62]
- 唐括德温，道国公，世宗封[63]
- 石琚，莘国公，世宗封[64]
- 纥石烈良弼，宗国公；金源郡王，世宗封[65]
- 唐括安礼，芮国公；申国公，世宗封[66]
- 蒲察通，任国公；宗国公，世宗封[67]
- 移剌道，莘国公，世宗封[68]
- 刘萼，任国公，世宗封[69]
- 移剌成，任国公，世宗封[70]
- 仆散忠义，荣国公；改封沂国公，世宗封[71]
- 张汝霖，芮国公，世宗封[72]
- 完颜福孙，萧国公，章宗封[73]
- 完颜匡，定国公，章宗封[74]
- 完颜守贞，萧国公，章宗封[75]
- 完颜宗浩，荣国公，章宗封[76]
- 张汝霖，莘国公，章宗封[72]
- 张万公，寿国公，章宗封[77]
- 夹谷清臣，芮国公、戴国公、密国公，章宗封[78]
- 仆散端，申国公，章宗封[79]
- 粘割斡特剌，芮国公，章宗封[80]
- 唐括贡，莘国公，改封萧国公，章宗封[81]
- 夹谷衡，英国公，章宗封[82]
- 徒单镒，济国公、濮国公，章宗封[83]
- 完颜安国，道国公，章宗封[84]
- 仆散揆，济国公，章宗封[85]
- 完颜璹，胙国公，宣宗封[73]
- 完颜暐，任国公，宣宗封[86]
- 完颜承晖，邹国公、定国公；宣宗封[87]
- 抹撚盡忠，申国公，宣宗封[88]
- 完颜从厚，任国公，宣宗封[89]
- 完颜弼，密国公，宣宗封[90]
- 胥鼎，莘国公；温国公，宣宗封[91]
- 完颜阿里不孙，芮国公，宣宗封[92]
- 高汝砺，寿国公，宣宗封[93]
- 完颜讹可，萧国公，哀宗封[94]
- 完颜寿孙，胙国公、密国公，哀宗封[73]
- 胥鼎， 英国公，哀宗进封[91]
- 完颜赛不，寿国公，哀宗封[95]
- 侯挚，萧国公，哀宗封[96]
- 纥石烈劾乃，温国公，太祖钦宪皇后曾祖[97]
- 纥石烈迭胡本，英国公，太祖钦宪皇后祖[97]
- 纥石烈留速，荣国公，太祖钦宪皇后父[97]
- 唐括阿鲁琐，温国公，太宗钦仁皇后曾祖[97]
- 唐括实匹，英国公，太宗钦仁皇后祖[97]
- 唐括阿鲁束，宋国公，太宗钦仁皇后父[97]
- 裴满达，徐国公，熙宗皇后裴满氏父[98]
- 大昊天，国公，海陵生母大氏父[97]
- 大兴国奴，卫国公，海陵生母大氏兄[97]
- 蒲察赛补，韩国公，睿宗钦慈皇后曾祖[99]
- 蒲察蒲剌，郑国公，睿宗钦慈皇后祖[99]
- 蒲察按补，曹国公，睿宗钦慈皇后父[99]
- 李参君，潞国公，睿宗贞懿皇后曾祖[99]
- 李波，卫国公，睿宗贞懿皇后祖[99]
- 李雏讹只，隋国公，睿宗贞懿皇后父[99]
- 烏林荅胜管，徐国公，世宗昭德皇后曾祖[99]
- 烏林荅术思黑，代国公，世宗昭德皇后祖[99]
- 烏林荅石土黑，沈国公，世宗昭德皇后父[99]
- 李献可，追封道国公，世宗元妃李氏之兄[100]
- 徒单抄，鲁国公，显宗孝懿皇后曾祖[101]
- 徒单婆卢火，齐国公，显宗孝懿皇后祖[101]
- 徒单贞，梁国公，显宗孝懿皇后父[101]
- 蒲察太神，应国公，章宗钦怀皇后曾祖[99]
- 蒲察阿胡迭，谯国公，章宗钦怀皇后祖[99]
- 蒲察鼎寿，越国公，章宗钦怀皇后父[99]
- 王氏（赐姓温敦氏），冀国公，宣宗皇后曾祖父[99]
- 王璞，益国公，宣宗皇后王氏祖[102]
- 王彦昌，汴国公，宣宗皇后王氏父[99]

## 郡公
- 张用，赠清河郡公，寿国公张万公之父[103]
- 李湘，赠陇西郡公，章宗元妃李师儿之父[104]
- 史祚，京兆郡公，平阳公史咏之父[105]
- 完颜璹，金源郡开国公，[106]
- 夹谷撒合，金源郡开国公，[107]
- 高庆裔，广陵郡开国公[108]
- 高思廉，广陵郡开国公，哀宗封[109]
- 韩资政，南阳郡开国公[110]
- 宇文虚中，河内郡开国公[111]
- 赵桓，天水郡开国公（1141年—1156年）[112]
- 郭宝玉，汾阳郡公[113]
- 河北九公
  - 滄海公：滄州經略使王福
  - 河間公：河間路招撫使移剌眾家奴
  - 恆山公：真定經略使武仙
  - 高陽公：中都東路經略使張甫
  - 易水公：中都西路經略使靖安民
  - 晉陽公：遼州從宜郭文振
  - 平陽公：平陽招撫使胡天作
  - 上黨公：昭義軍節度使張開
  - 東莒公：山東安撫副使燕寧

## 公（名号）

### 昏德公
- 赵佶（1127年—1135年）

### 衍圣公
- 孔端操（1132年—1133年）
- 孔璠（1140年—1143年）
- 孔拯（1142年—1161年）
- 孔摠（1163年—1190年）
- 孔元措（1191年—1233年）